# Alto Biobío
Alto Biobío è un comune del Cile della provincia di Biobío nella Regione del Bío Bío. Al censimento del 2002 possedeva una popolazione di 52.440 abitanti.

## Storia
Il comune venne creato il 25 agosto 2003 dalla parte orientale del comune di Santa Bárbara.